# 黄松峪乡
黄松峪乡是中国北京市平谷区下辖的一个乡，位于平谷区东北部，地处北京、天津、承德三大城市之间。

## 行政区划
黄松峪乡下7个村委会：
黄松峪村、黑豆峪村、白云寺村、大东沟村、梨树沟村、塔洼村和刁窝村。

## 黄松峪国家矿山公园
黄松峪国家矿山公园地处燕山南麓地带，是中国首批28家国家矿山公园之一。